# Obrey
Obrey es una casa francesa de joyería y relojería fundada en 1951 por Émile Obrey, especializada en relojes joya con caja de plata maciza.

## Historia
El fundador de la empresa, Émile Obrey (Emile Issman: 1905-1992), nació el 2 de agosto de 1905 en Hungría y falleció en 1992. Está enterrado en el cementerio de Pantin, en la división 29. Descansa en una tumba colectiva israelita.
Abrió su primera joyería en la década de 1930. Tras servir en las Fuerzas de la Francia Libre en el Reino Unido desde 1940 durante la Segunda Guerra Mundial, en 1951 decidió abrir la casa Obrey en la calle Tronchet de París, en el distrito de la Madeleine.
Rápidamente decidió lanzar colecciones de relojes y bisutería. Rodeada de numerosos diseñadores, la casa Obrey lanzó una colección de relojes en plata maciza en 1966. Estos modelos tuvieron éxito en los años 1960 y 1970 debido a su diseño único.
Fue por entonces cuando la empresa familiar se expandió internacionalmente, comercializando sus productos en Estados Unidos y Alemania a través de distribuidores acreditados.

## Actividad
La firma siempre ha estado dirigida por la familia Obrey y, a partir de los años 1990, fue el hijo de Émile Obrey quien se hizo cargo del negocio.
Los relojes Obrey, fabricados en Francia, han gozado de un éxito internacional, principalmente en Japón, donde se abrió una boutique en Tokio. Obrey utiliza movimientos de cuarzo (producidos en Suiza, principalmente por ETA SA). Además, siempre se ha privilegiado el aspecto exterior, siendo el brazalete y la caja de plata maciza trabajados íntegramente a mano.